# کاردیگان، کردیگیون
کاردیگان (به انگلیسی: Cardigan) یک شهرک در بریتانیا است که در کردیگیون واقع شده‌است. کاردیگان ۴٬۱۸۴ نفر جمعیت دارد.

## نگارخانه

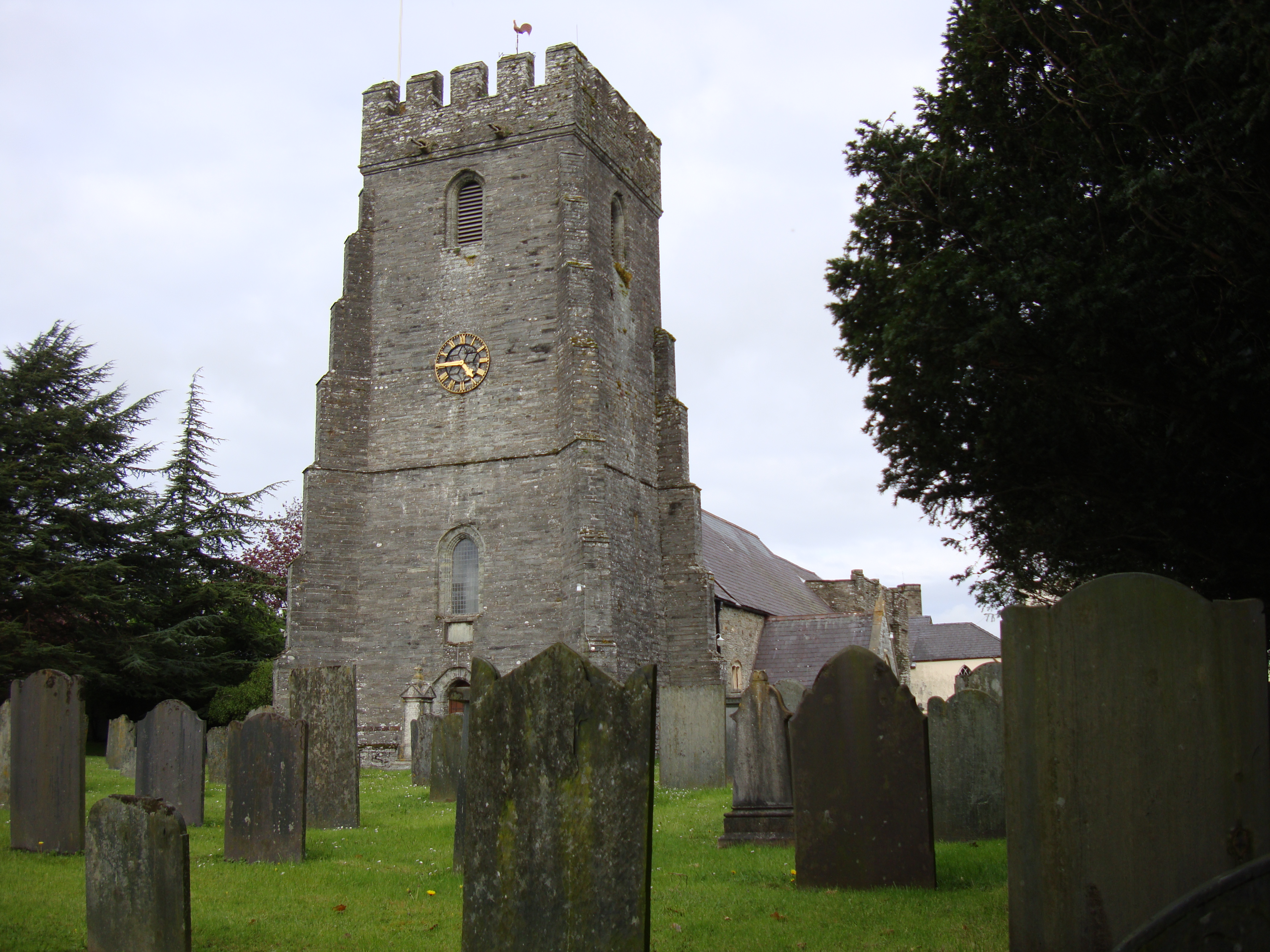
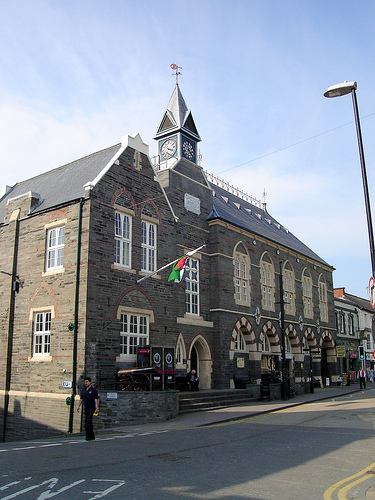
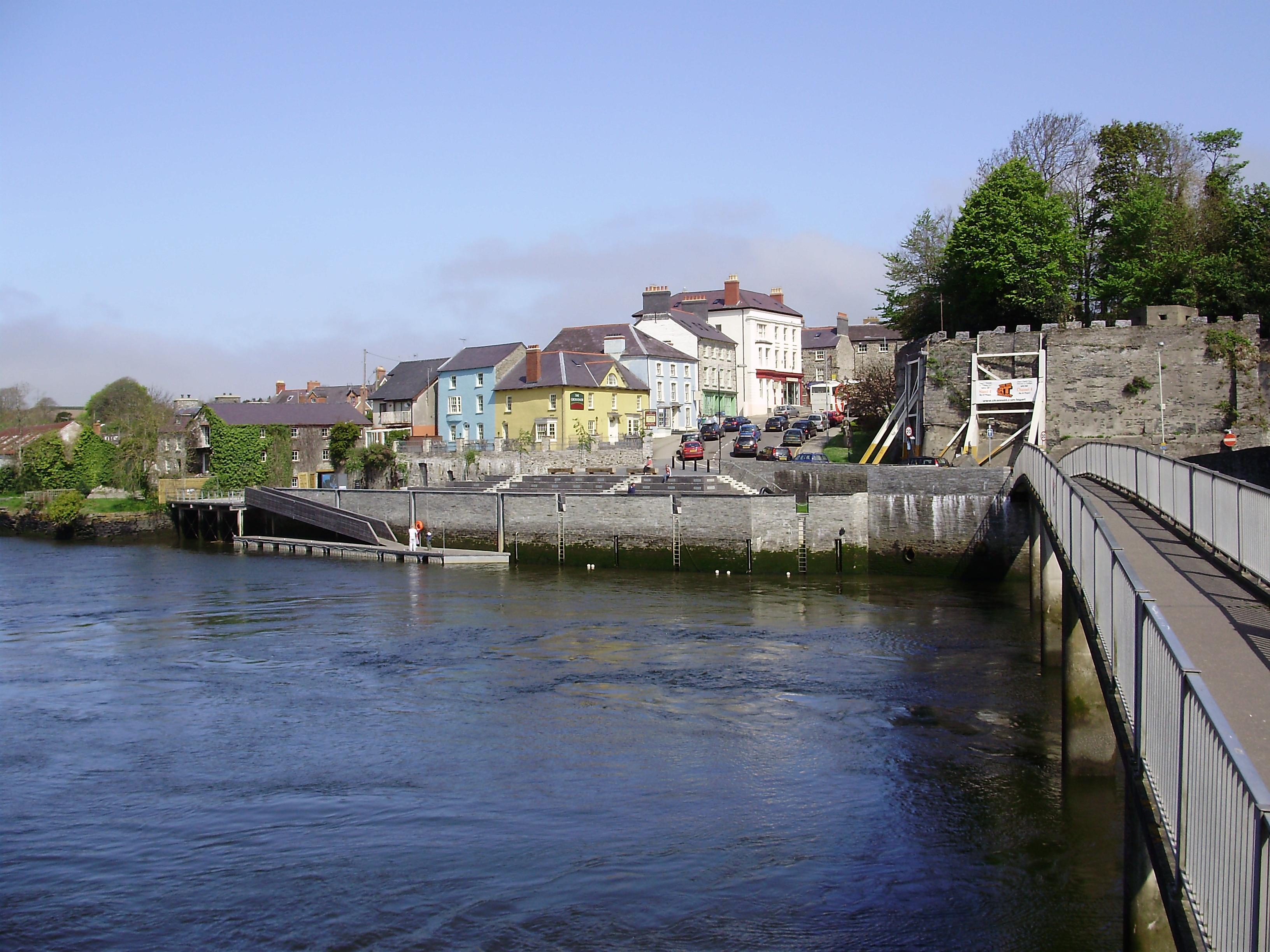
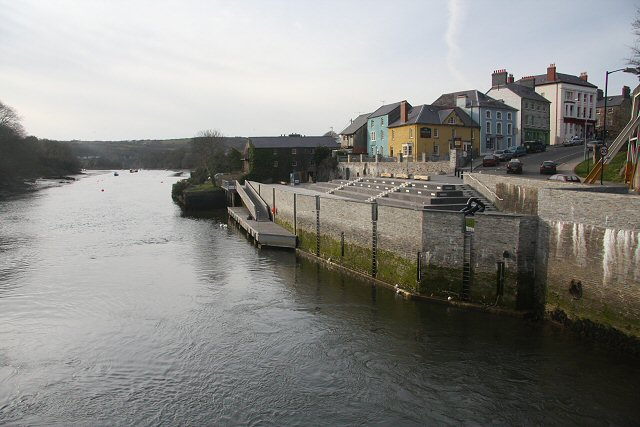
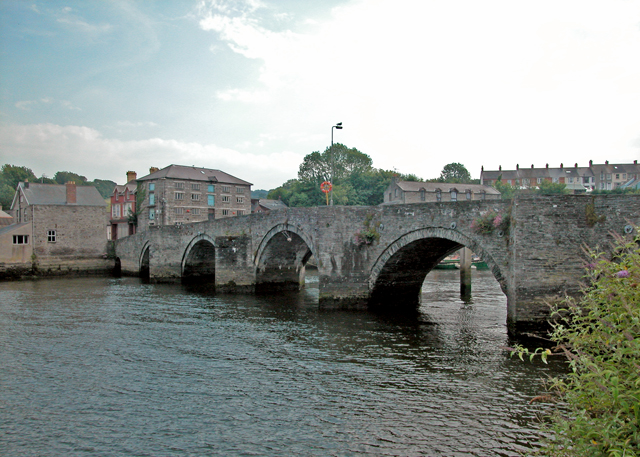